# Charles Finn
Charles Charlie Thornton Finn (28. juli 1899 – 13. januar 1974) var en amerikansk vandpolospiller som deltog i de olympiske lege 1932 i Los Angeles og 1936 i Berlin. 
Finn vandt en bronzemedalje i vandpolo under OL 1932 i Los Angeles. Han var med på det amerikanske hold som kom på en tredjeplads efter Ungarn og Tyskland. Han spilte alle fire kampene i OL-turneringen. 
Fire år senere, under OL 1936 i Berlin, var han med på det amerikanske vandpolohold som blev slået ud efter indledende runde, hvor han spillede med i alle tre kampe.